# Fokker F.VII
Fokker F.VII, hay còn gọi là Fokker Trimotor, là một loại máy bay chở khách, do hãng Fokker sản xuất trong thập niên 1920 tại Hà Lan.

## Biến thể
F.VII
F.VIIa (F.VIIa/1m)
F.VIIa/3m
F.VIIb/3m
F.9
Fokker F.10
C-2
C-2A
XC-7
C-7
C-7A
XLB-2
TA-1
TA-2
TA-3
RA-1
RA-2
RA-3

### Sản xuất theo giấy phép
- SABCA, sản xuất 29 chiếc.
- Avia, sản xuất 18 chiếc.
- 3 chiếc chế tạo ở Italy với tên gọi IMAM Ro.10.
- Plage i Laśkiewicz.
- 3 chiếc chế tạo ở Tây Ban Nha.
- Avro, 14 chiếc với tên gọi Avro 618 Ten.
- Atlantic Aircraft Corporation

## Quốc gia sử dụng

### Dân sự

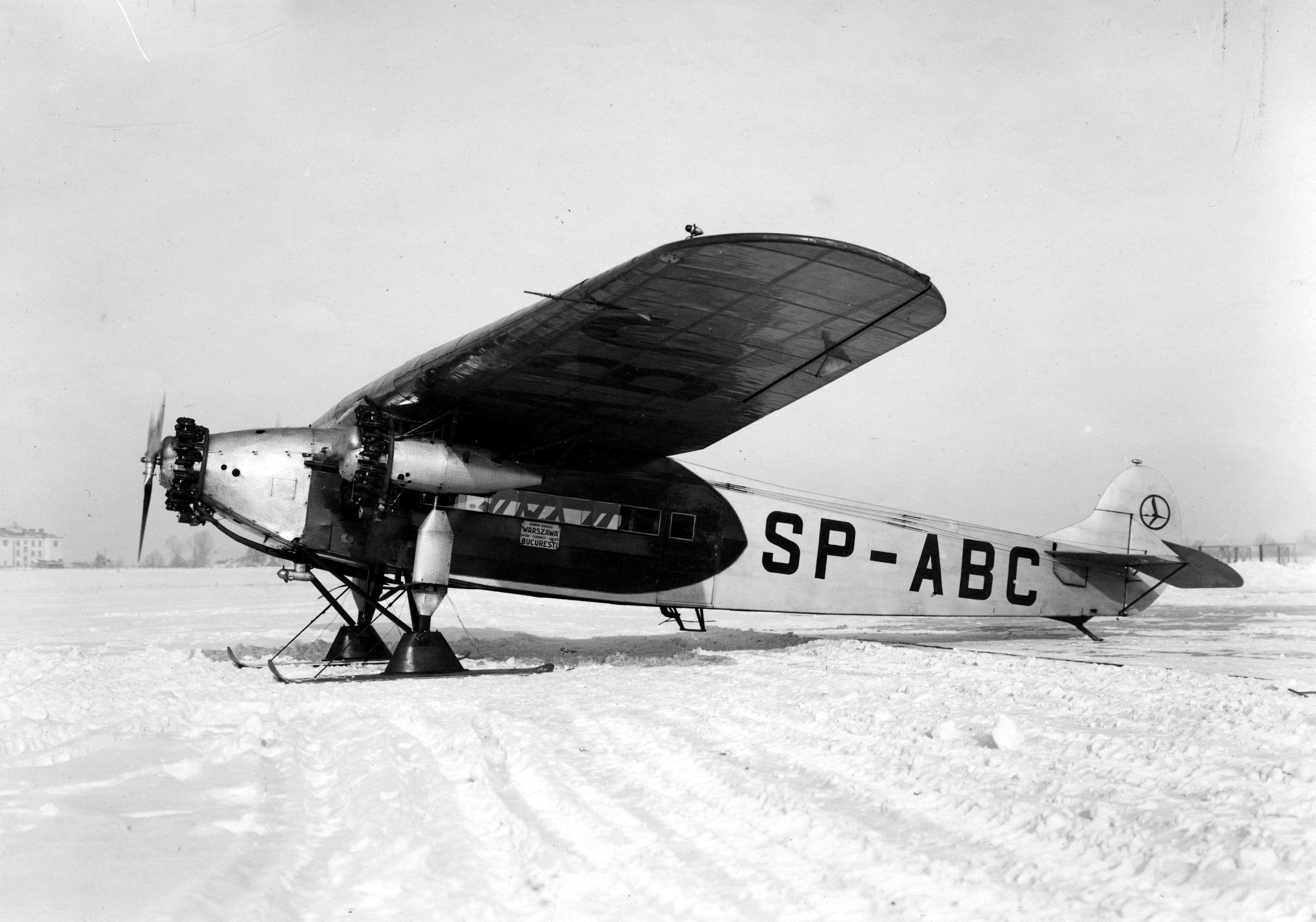
Fokker F.VII (SP-ABC), LOT

Bỉ
- SABENA

 Đan Mạch
- Det Danske Luftfartselskab

 Pháp
- CIDNA
- STAR

 Hungary
- Malert

 Hà Lan
- KLM

 Ba Lan
- Aero
- Polskie Linie Lotnicze LOT

 Bồ Đào Nha
- Aero Portuguesa

 Thụy Sĩ
- Ad Astra Aero
- Swissair

 United States
- American Airways
- TWA
- Pan Am

### Quân sự
Bỉ
- Không quân Bỉ

 Belgian Congo
- Force Publique

 Independent State of Croatia
- Zrakoplovstvo Nezavisne Države Hrvatske

 Tiệp Khắc
- Không quân Tiệp Khắc

 Phần Lan
- Không quân Phần Lan

 Pháp
- Không quân Pháp

 Italy
- Regia Aeronautica

 Hà Lan
- Không quân Hoàng gia Hà Lan

 Ba Lan
- Không quân Ba Lan

 Cộng hòa Tây Ban Nha
- Không quân Cộng hòa Tây Ban Nha

 United States
- Quân đoàn Không quân Lục quân Hoa Kỳ
- Hải quân Hoa Kỳ và Thủy quân Lục chiến Hoa Kỳ

 Kingdom of Yugoslavia
- Không quân Hoàng gia Nam Tư

## Tính năng kỹ chiến thuật

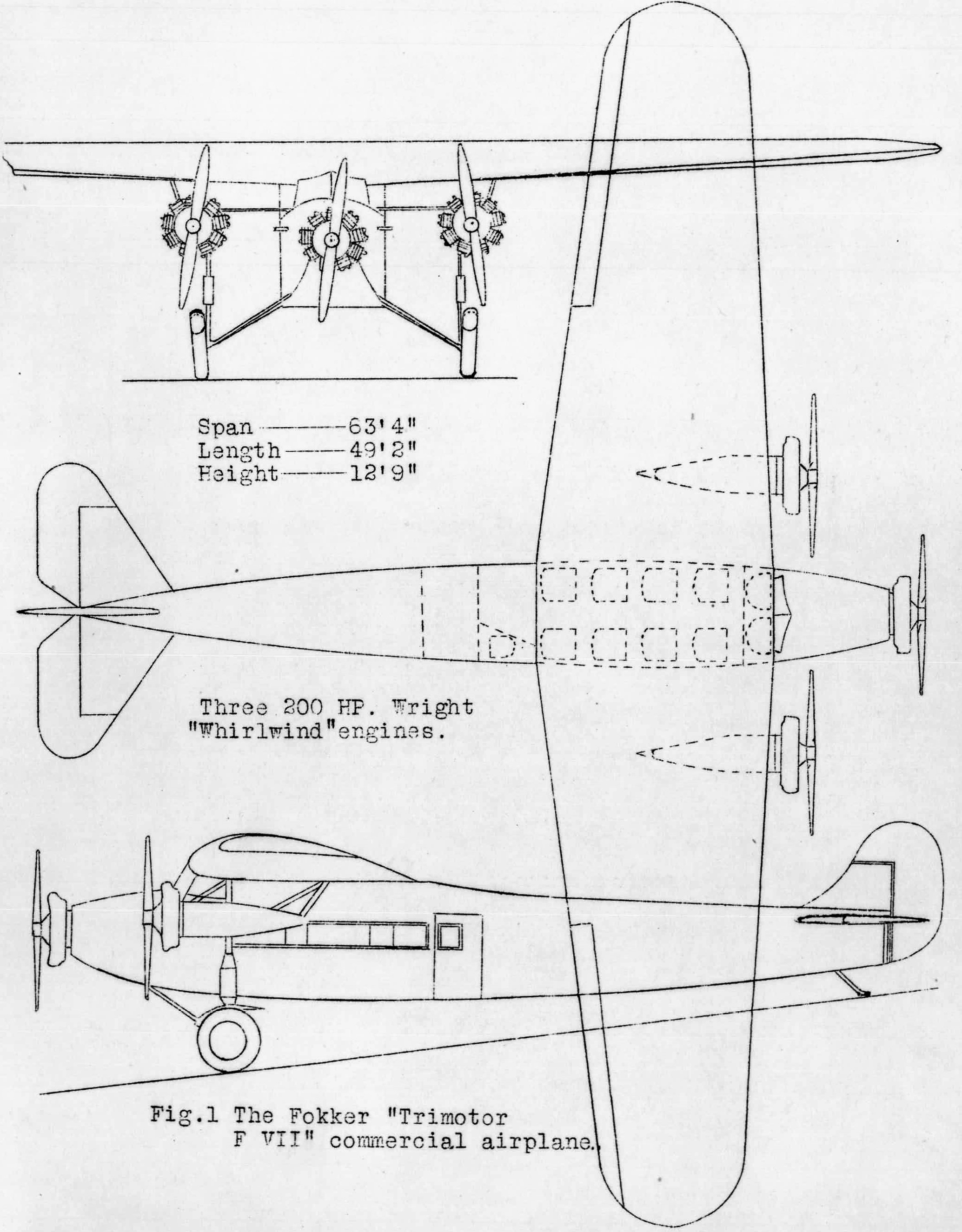
Fokker F.VII

### Fokker F.VIIb/3m; Atlantic-Fokker C-2A
Dữ liệu lấy từ 
Đặc điểm tổng quát
- Kíp lái: 2
- Sức chứa: 8 hành khách
- Chiều dài: 47 ft 11 in (14,60 m)
- Sải cánh: 71 ft 2 in (21,70 m)
- Chiều cao: 12 ft 8 in (3,90 m)
- Trọng lượng rỗng: 6.725 lb (3.050 kg)
- Trọng lượng có tải: 11.570 lb (5.200 kg)
- Động cơ: 3 × Wright J-5 Whirlwind, 220 hp (164 kW)  mỗi chiếc

 Hiệu suất bay 
- Vận tốc hành trình: 92 kn (170 km/h)